# Circaea ovata
Circaea × ovata är en hybrid mellan häxörtsarterna Circaea mollis och Circaea cordata. Den beskrevs av Masaji Honda som C. quadrisulcata var. ovata 1932 och gavs hybridstatus av David Edward Boufford 1982.